# Liste der Gymnasien in München
Die Liste der Gymnasien in München führt alle bestehenden öffentlichen und privaten Gymnasien in der bayerischen Landeshauptstadt München auf.

## Legende
- Name/Koordinaten: Name des Gymnasiums sowie Lagekoordinaten. Mit einem Klick auf die Koordinaten lässt sich die Lage der Schule auf verschiedenen Karten anzeigen.
- Namensherkunft: Herkunft des Namens der Schule
- Jahr: Gründungsjahr
- Richtung: Die jeweiligen Fachrichtungen des Gymnasiums:
  - HG: Humanistisches Gymnasium
  - MuG: Musisches Gymnasium
  - NTG: Naturwissenschaftlich-technologisches Gymnasium
  - SG: Sprachliches Gymnasium
  - SG.HG: Sprachliches Gymnasium mit humanistischem Profil
  - WSG-S: Wirtschafts- und Sozialwissenschaftliches Gymnasium mit sozialwissenschaftlichem Profil
  - WSG-W: Wirtschafts- und Sozialwissenschaftliches Gymnasium mit wirtschaftswissenschaftlichem Profil
- Träger: Träger der Schule: Freistaat Bayern (Kultusministerium), Stadt München (Referat für Bildung und Sport), Kirchlich (Erzbistum München und Freising) oder Privat
- M: Reine Mädchenschulen sind in dieser Spalte durch ein M gekennzeichnet
- Schüler: Anzahl der Schüler im Schuljahr 2022/23[1]
- Stadtteil: Stadtteil, in dem die Schule liegt (siehe auch Liste der Stadtteile Münchens)
- B: Stadtbezirk, in dem die Schule liegt (siehe auch Liste der Stadtbezirke Münchens)
- Bild: Zeigt das Gebäude der Schule

## Liste
| Name Koordinaten                                                                  | Namensherkunft                              | Jahr             | Richtung                     | Träger | M | Schüler | Stadtteil               | B  | Bild           |
| --------------------------------------------------------------------------------- | ------------------------------------------- | ---------------- | ---------------------------- | ------ | - | ------- | ----------------------- | -- | -------------- |
| Adolf-Weber-Gymnasium 48° 9′ 13″ N, 11° 32′ 39,1″ O                               | Adolf Weber                                 | 1942             | WSG-W                        | Stadt  |   | 828     | Neuhausen               | 9  | weitere Bilder |
| Albert-Einstein-Gymnasium 48° 5′ 42,5″ N, 11° 33′ 41,8″ O                         | Albert Einstein                             | 1864 Vorgänger   | NTG SG                       | Staat  |   | 854     | Harlaching              | 18 |                |
| Asam-Gymnasium 48° 6′ 51,9″ N, 11° 35′ 30,5″ O                                    | Brüder Asam                                 | 1935             | NTG SG                       | Staat  |   | 1078    | Giesing                 | 17 | weitere Bilder |
| Bertolt-Brecht-Gymnasium 48° 8′ 28,3″ N, 11° 26′ 50,5″ O                          | Bertolt Brecht                              | 1968             | NTG WSG-S                    | Stadt  | M | 538     | Pasing                  | 21 | weitere Bilder |
| Bilinguales Gymnasium Phorms 48° 8′ 50,1″ N, 11° 36′ 4,5″ O                       | Kunstwort aus Formation und Metamorphose    | 2007             | SG                           | Privat |   | 309     | Bogenhausen             | 13 | weitere Bilder |
| Dante-Gymnasium München 48° 6′ 54″ N, 11° 32′ 35″ O                               | Dante Alighieri                             | 1970             | SG                           | Staat  |   | 754     | Sendling                | 6  | weitere Bilder |
| Deutsch-Italienisches Gymnasium Leonardo da Vinci 48° 5′ 36,1″ N, 11° 32′ 22,8″ O | Leonardo da Vinci                           | 2016             | SG                           | Privat |   | 132     | Obersendling            | 19 |                |
| Edith-Stein-Gymnasium 48° 7′ 54,5″ N, 11° 36′ 6,4″ O                              | Edith Stein                                 | 1967             | SG WSG-S NTG                 | Kirche | M | 594     | Haidhausen              | 5  | weitere Bilder |
| Elsa-Brändström-Gymnasium 48° 8′ 43,9″ N, 11° 27′ 51,9″ O                         | Elsa Brändström                             | 1908             | SG                           | Stadt  |   | 809     | Pasing                  | 21 | weitere Bilder |
| Erasmus-Grasser-Gymnasium 48° 7′ 22,1″ N, 11° 30′ 18,3″ O                         | Erasmus Grasser                             | 1833             | NTG                          | Staat  |   | 1174    | Sendling-Westpark       | 7  | weitere Bilder |
| Gisela-Gymnasium 48° 9′ 24,1″ N, 11° 34′ 24,3″ O                                  | Gisela von Österreich                       | 1904             | NTG SG                       | Staat  |   | 896     | Schwabing               | 4  | weitere Bilder |
| Gymnasium Freiham 48° 8′ 29,6″ N, 11° 24′ 26,4″ O                                 | Stadtteil                                   | 2019             | NTG SG                       | Staat  |   | 855     | Freiham                 | 22 |                |
| Gymnasium Fürstenried 48° 5′ 24,4″ N, 11° 28′ 52,3″ O                             | Stadtteil                                   | 1971             | NTG SG                       | Staat  |   | 943     | Fürstenried             | 19 | weitere Bilder |
| Gymnasium München Feldmoching 48° 12′ 31,6″ N, 11° 31′ 53,7″ O                    | Stadtteil                                   | 2020             | NTG SG                       | Staat  |   | 597     | Feldmoching             | 24 | weitere Bilder |
| Gymnasium München/Moosach 48° 11′ 5,9″ N, 11° 31′ 7,7″ O                          | Stadtteil                                   | 1973             | NTG SG                       | Staat  |   | 1145    | Moosach                 | 10 | weitere Bilder |
| Gymnasium München-Nord 48° 11′ 58,8″ N, 11° 34′ 19,8″ O                           | Lage                                        | 2016             | NTG SG                       | Staat  |   | 1088    | Am Hart                 | 11 | weitere Bilder |
| Gymnasium München Riem 48° 8′ 9,3″ N, 11° 40′ 59,1″ O                             | Stadtteil                                   | 2022             | NTG SG                       | Staat  |   | 380     | Riem                    | 15 |                |
| Gymnasium München-Trudering 48° 6′ 36,2″ N, 11° 40′ 28,7″ O                       | Stadtteil                                   | 2013             | NTG SG                       | Staat  |   | 892     | Trudering               | 15 | weitere Bilder |
| Gymnasium Neufreimann 48° 10′ 49,5″ N, 11° 36′ 12,5″ O                            | Stadtteil                                   | 2024             | NTG SG                       | Staat  |   |         | Freimann                | 12 |                |
| Heinrich-Heine-Gymnasium 48° 5′ 27,3″ N, 11° 38′ 21,6″ O                          | Heinrich Heine                              | 1979             | NTG SG                       | Stadt  |   | 982     | Neuperlach              | 16 | weitere Bilder |
| Helene-Habermann-Gymnasium 48° 5′ 49,1″ N, 11° 36′ 11,5″ O                        | Helene Habermann (Holocaustüberlebende)     | 2016             |                              | Privat |   | 111     | Fasangarten             | 17 |                |
| Isar-Gymnasium 48° 7′ 53,7″ N, 11° 34′ 41,7″ O                                    | Isar                                        |                  | NTG SG                       | Privat |   | 582     | Haidhausen              | 5  |                |
| Karlsgymnasium 48° 8′ 29″ N, 11° 27′ 9″ O                                         | Karl der Große                              | 1910             | SG SG.HG                     | Staat  |   | 682     | Pasing                  | 21 | weitere Bilder |
| Käthe-Kollwitz-Gymnasium 48° 9′ 9″ N, 11° 31′ 5,2″ O                              | Käthe Kollwitz                              | 1967             | SG                           | Stadt  |   | 1219    | Neuhausen               | 9  | weitere Bilder |
| Kleines privates Lehrinstitut Derksen 48° 6′ 31,3″ N, 11° 28′ 44,7″ O             | Dieter Derksen (Gründer)                    | 1959             | NTG SG                       | Privat |   | 261     | Großhadern              | 20 | weitere Bilder |
| Klenze-Gymnasium 48° 6′ 55,6″ N, 11° 32′ 39,5″ O                                  | Leo von Klenze                              | 1921             | NTG                          | Staat  |   | 1049    | Sendling                | 6  | weitere Bilder |
| Lion-Feuchtwanger-Gymnasium 48° 10′ 41,2″ N, 11° 34′ 51,5″ O                      | Lion Feuchtwanger                           | 1979             | NTG SG                       | Stadt  |   | 868     | Milbertshofen           | 11 |                |
| Louise-Schroeder-Gymnasium 48° 10′ 47,6″ N, 11° 27′ 47,8″ O                       | Louise Schroeder                            | 1983 oder früher | NTG SG                       | Stadt  |   | 1141    | Untermenzing            | 23 | weitere Bilder |
| Ludwigsgymnasium 48° 7′ 20″ N, 11° 30′ 13″ O                                      | Ludwig I.                                   | 1824             | SG SG.HG                     | Staat  |   | 704     | Sendling-Westpark       | 7  | weitere Bilder |
| Luisengymnasium 48° 8′ 33,7″ N, 11° 33′ 42,1″ O                                   | Ludovika Wilhelmine von Bayern              | 1822             | MuG SG                       | Stadt  |   | 850     | Maxvorstadt             | 3  | weitere Bilder |
| Luitpold-Gymnasium 48° 8′ 39″ N, 11° 35′ 31″ O                                    | Luitpold von Bayern                         | 1891             | NTG SG                       | Staat  |   | 980     | Lehel                   | 1  | weitere Bilder |
| Lukas-Gymnasium (evang. Gymnasium) 48° 8′ 26,3″ N, 11° 30′ 6″ O                   | Evangelist Lukas                            | 2011             | NTG SG                       | Privat |   | 150     | Laim                    | 25 | weitere Bilder |
| Lycée Jean Renoir 48° 7′ 27,6″ N, 11° 32′ 32,3″ O                                 | Jean Renoir                                 | 1953             | deutsch- französische Schule | Privat |   | 544     | Sendling                | 6  | weitere Bilder |
| Maria-Theresia-Gymnasium 48° 7′ 28″ N, 11° 35′ 19″ O                              | Marie Therese                               | 1899             | NTG SG                       | Staat  |   | 869     | Au                      | 5  |                |
| Maria-Ward-Gymnasium Nymphenburg 48° 9′ 42,4″ N, 11° 30′ 16″ O                    | Maria Ward                                  | 1835             | NTG SG                       | Kirche | M | 920     | Nymphenburg             | 9  | weitere Bilder |
| Maximiliansgymnasium 48° 9′ 52,7″ N, 11° 35′ 5,1″ O                               | Maximilian II. Joseph                       | 1849             | HG                           | Staat  |   | 628     | Schwabing               | 12 | weitere Bilder |
| Max-Josef-Stift 48° 8′ 30,2″ N, 11° 36′ 36,7″ O                                   | Maximilian I. Joseph                        | 1813             | MuG SG                       | Staat  | M | 590     | Bogenhausen             | 13 | weitere Bilder |
| Max-Planck-Gymnasium 48° 8′ 23,8″ N, 11° 28′ 12,3″ O                              | Max Planck                                  | 1945             | NTG                          | Staat  |   | 1097    | Pasing                  | 21 | weitere Bilder |
| Michaeli-Gymnasium 48° 7′ 14,3″ N, 11° 38′ 20,9″ O                                | Michaeliburg/Pfarrkirche St. Michael        | 1971             | NTG SG                       | Staat  |   | 1401    | Berg am Laim            | 14 | weitere Bilder |
| Münchenkolleg 48° 6′ 47,3″ N, 11° 35′ 36,9″ O                                     | Stadt                                       | 1961             | SG                           | Stadt  |   | 154     | Giesing                 | 17 |                |
| Neuhof-Gymnasium 48° 6′ 7,4″ N, 11° 32′ 25,1″ O                                   | Stadtteil Neuhofener Berg                   | 2002             | NTG                          | Privat |   | 195     | Sendling                | 6  | weitere Bilder |
| Novalis-Gymnasium der Neuhof-Schulen 48° 6′ 7,4″ N, 11° 32′ 25,1″ O               | Novalis                                     | 2002             | NTG                          | Privat |   | 133     | Sendling                | 6  | weitere Bilder |
| Nymphenburger Gymnasium 48° 9′ 56,7″ N, 11° 31′ 17,9″ O                           | Stadtbezirk                                 | 1946             | NTG SG                       | Privat |   | 738     | Gern                    | 9  | weitere Bilder |
| Obermenzinger Gymnasium 48° 10′ 9″ N, 11° 28′ 36,8″ O                             | Stadtteil                                   | 1961             | SG WSG-W                     | Privat |   | 346     | Obermenzing             | 21 | weitere Bilder |
| Oskar-von-Miller-Gymnasium 48° 9′ 52,6″ N, 11° 35′ 1,5″ O                         | Oskar von Miller                            | 1864             | SG                           | Staat  |   | 1038    | Schwabing               | 12 | weitere Bilder |
| Pestalozzi-Gymnasium 48° 7′ 39,3″ N, 11° 34′ 56,7″ O                              | Johann Heinrich Pestalozzi                  | 1965             | MuG                          | Staat  |   | 868     | Au                      | 5  | weitere Bilder |
| Privates Gymnasium Huber 48° 7′ 54,9″ N, 11° 34′ 51,5″ O                          |                                             |                  | NTG SG                       | Privat |   | 223     | Obersendling            | 19 |                |
| Privates Jules Verne Gymnasium 48° 5′ 27,8″ N, 11° 37′ 48,8″ O                    | Jules Verne                                 | 2015             | SG                           | Privat |   | 124     | Altperlach              | 16 |                |
| Privatgymnasium Dr. Florian Überreiter 48° 7′ 38,9″ N, 11° 35′ 57,3″ O            | Florian Überreiter (Gründer)                | 1955             | NTG SG WSG-W                 | Privat |   | 279     | Haidhausen              | 5  |                |
| Rupprecht-Gymnasium 48° 9′ 6,7″ N, 11° 32′ 38,9″ O                                | Rupprecht von Bayern                        | 1911             | NTG SG                       | Staat  |   | 1129    | Neuhausen               | 9  | weitere Bilder |
| Sophie-Scholl-Gymnasium 48° 10′ 3,8″ N, 11° 34′ 19,7″ O                           | Sophie Scholl                               | 1961             | SG WSG-S WSG-W               | Stadt  | M | 606     | Schwabing               | 4  | weitere Bilder |
| St.-Anna-Gymnasium 48° 8′ 26,9″ N, 11° 35′ 13,6″ O                                | Kloster- bzw. Pfarrkirche St. Anna im Lehel | 1912             | NTG SG                       | Stadt  |   | 667     | Lehel                   | 1  | weitere Bilder |
| Theodolinden-Gymnasium 48° 5′ 51,5″ N, 11° 34′ 30,2″ O                            | Theudelinde                                 | 1939             | SG WSG-S                     | Stadt  |   | 1039    | Harlaching              | 18 | weitere Bilder |
| Theresia-Gerhardinger-Gymnasium am Anger 48° 8′ 0″ N, 11° 34′ 22″ O               | Karolina Gerhardinger                       | 1843             | MuG SG WSG-W                 | Kirche | M | 938     | Altstadt (Angerviertel) | 1  | weitere Bilder |
| Theresien-Gymnasium 48° 7′ 55″ N, 11° 33′ 23″ O                                   | Therese von Sachsen-Hildburghausen          | 1896/1897        | SG SG.HG                     | Staat  |   | 674     | Ludwigsvorstadt         | 2  | weitere Bilder |
| Thomas-Mann-Gymnasium 48° 5′ 49,9″ N, 11° 31′ 28,8″ O                             | Thomas Mann                                 | 1968             | NTG SG                       | Stadt  |   | 1102    | Obersendling            | 19 | weitere Bilder |
| Werner-von-Siemens-Gymnasium 48° 6′ 34,1″ N, 11° 38′ 55,3″ O                      | Werner von Siemens                          | 1970             | NTG SG                       | Stadt  |   | 1007    | Neuperlach              | 16 |                |
| Wilhelmsgymnasium 48° 8′ 17″ N, 11° 35′ 19″ O                                     | Wilhelm V.                                  | 1559             | HG                           | Staat  |   | 553     | Lehel                   | 1  | weitere Bilder |
| Wilhelm-Hausenstein-Gymnasium 48° 9′ 49,9″ N, 11° 38′ 30,3″ O                     | Wilhelm Hausenstein                         | 1970             | NTG SG                       | Staat  |   | 1290    | Johanneskirchen         | 13 | weitere Bilder |
| Willi-Graf-Gymnasium 48° 10′ 10,4″ N, 11° 34′ 19,1″ O                             | Willi Graf                                  | 1972             | NTG SG                       | Stadt  |   | 1178    | Schwabing               | 4  | weitere Bilder |
| Wittelsbacher-Gymnasium 48° 8′ 45″ N, 11° 32′ 55″ O                               | Haus Wittelsbach                            | 1907             | SG SG.HG                     | Staat  |   | 770     | Maxvorstadt             | 3  |                |